# مول لمليح (مسلسل)
مول لمليح هو مسلسل درامي مغربي من إخراج أيوب لهنود ومن تأليف مأمون الناصري سنة 2022، وبطولة كل من عبد الإله رشيد، سعد موفق، سعيد باي، فضيلة بنموسى، كوثر تيسية، ريم فكري، وغيرهم. بث المسلسل على قناة الأولى من الإثنين إلى الخميس في شهر رمضان 2022 على الساعة 22:30 بتوقيت غرينيتش.
يحكي المسلسل قصة شقيقين ورحلة صعودهما نحو عالم الشهرة والأعمال من حيهم الشعبي بمدينة مراكش حتى أصبحا يمتلكان واحد من أشهر المطاعم في البلاد، وكيف طورا من أنفسهما وواجها مجموعة من التحديات حتى حققا أحلامهما. 

## فكرة المسلسل
فكرة المسلسل الأصلية هي لمأمون الناصري، في الوقت الذي كُتب السيناريو في إطار خلية كتابة جماعية ضمت المخرج أيوب لهنود مع مجموعة من كتاب السيناريو الآخرين. حاولوا من خلال العمل إظهار العقابات التي يواجهها الشباب المغربي الطامح لتحقيق أحلامه والنجاح في الحياة.

## قصة المسلسل
تبدأ قصة المسلسل في زاوية الحي حيث يضع (العربي) عربته المتجولة لبيع السندويتشات. وهو شاب مجد يعيش من عرق جبينه، ويرغب في تطوير نفسه وتحسين مستواه الاجتماعي، واضعا نصب عينيه والدته التي يريد رد جميلها والسهر على راحتها، و(سعيدة) الشابة التي يكن لها مشاعر الحب.
وفي منحى آخر من الأحداث، يبدو (عباس) الشقيق الأصغر لـ (العربي) على النقيض منه تماما، وهو شاب مستهتر وعاطل عن العمل ولا يبذل أي جهد في سبيل الوصول إلى قلب (حنان) طالبة الاقتصاد الجميلة التي يحبها وتقطن بالحي، والتي لا تبادله نفس المشاعر وتشعر بالانجذاب اتجاه شقيقه.
وتسير الأحداث إلى حين وقوع المفاجأة التي تقلب مسار حياتهما حين اكتشاف (عباس) وصفة طبخ سحرية سيكون لها الفضل في تكوين ثروة له ولأخيه (العربي) وسيشكلان معا فريقا ناجحا لمواجهة المنافسين، لكن ضريبة النجاح ستأتي على حساب علاقتهم.

## طاقم التمثيل

### أدوار رئيسية
| الممثل         | الدور  | الشخصية |
| -------------- | ------ | --- |
| عبد الإله رشيد | العربي | شاب مجد يعيش من عرق جبينه، حيث يبيع السندويتشات في عربة متنقلة ويرغب في تطوير نفسه وتحسين مستواه الاجتماعي، كما يحاول مساعدة والدته والسهر على راحتها، يحب سعيدة ابنة الجيران.                                        |
| سعد موفق       | عباس   | هو الشقيق الأصغر للعربي، وعلى عكس شقيقه فهو شاب مستهتر وعاطل عن العمل ولا يبذل أي جهد في سبيل الوصول إلى قلب الفتاة التي يحبها والتي لا تبادله الشعور، تنقلب حياته حين يكتشف وصفة طبخ سرية سيجني من ورائها ثروة مهمة. |
| سعيد باي       | فؤاد   | هو زوج زينب شقيقة عباس والعربي، يشتغل كمحاسب في إحدى الشركات يحاول مساعدة العائلة بخبرته في المحاسبة، يعاني بعد المشاكل مع زوجته بسبب عدم إنجابهم للأولاد.                                                            |
| فضيلة بنموسى   | الحاجة | هي والدة عباس والعربي، كافحت من أجل أن يعيش أولادها حياة كريمة خاصة بعد وفاة والدهم، وتحلم أن يعيشوا حياة أفضل. |
| كوثر تيسية     | زينب   | شقيقة عباس والعربي وزوجة فؤاد، دائما ما تتشاجر مع زوجها لأنهم لم ينجيبوا أطفالا. |
| ريم فكري       | سعيدة  | هي خطيبة العربي التي تحبه كثيرا، لكنه يتخلى عنها في وقت لاحق ويتزوج بحنان، وتتشاجر دائما مع والدتها لأنها تريدها أن تبتعد عن العربي لكونه شخص فقير وأن تتزوج بشخص غني لتغير حياتها.                                   |

### أدوار ثانوية
- صباح بنشويخ
- زهيرة صديق
- زينب عبيد
- محمد الشوبي
- حسن بديدة
- حسام غيلان
- عزيز البوزاوي
- موسى معسكري
- حمزة الفضلي
- أسامة أسوس
- محمد الحسيني البومسهولي
- خديجة عماري

## وصلات خارجية
- مول لمليح على موقع IMDb (الإنجليزية)
- مول لمليح على موقع قاعدة بيانات الأفلام العربية
- مول لمليح على موقع قاعدة بيانات الفيلم (الإنجليزية)